# توم تريون
توم تريون (بالإنجليزية: Tom Tryon)‏ هو منتج أفلام وكاتب سيناريو وكاتب خيال علمي وروائي وكاتب وممثل أمريكي، ولد في 14 يناير 1926 بهارتفورد في الولايات المتحدة، وتوفي في 4 سبتمبر 1991 بلوس أنجلوس في الولايات المتحدة بسبب سرطان المعدة.

## أعمال

### أفلام
- (1962) أطول يوم[8][9]
- (1963) الكاردينال

## وصلات خارجية
- توم تريون على موقع IMDb (الإنجليزية)
- توم تريون على موقع ألو سيني (الفرنسية)
- توم تريون على موقع تيرنر كلاسيك موفيز (الإنجليزية)
- توم تريون على موقع أول موفي (الإنجليزية)
- توم تريون على موقع قاعدة بيانات برودواي على الإنترنت (الإنجليزية)
- توم تريون على موقع قاعدة بيانات الأفلام السويدية (السويدية)
- توم تريون على موقع إن إن دي بي (الإنجليزية)
- توم تريون على موقع قاعدة بيانات الفيلم (الإنجليزية)
- توم تريون على موقع كينوبويسك (الروسية)